# Valsaceae
A Valsaceae a Sordariomycetes osztályának és a Diaporthales rendjének egyik családja.

## Rendszerezés
A családba az alábbi 77 nemzetség tartozik:
- Amphiporthe
- Apioplagiostoma
- Apioporthe
- Asteroma
- Batschiella
- Calopactis
- Chadefaudiomyces
- Chalcosphaeria
- Chorostella
- Chromocytospora
- Cladathus
- Clypeoporthella
- Cryphonectria
- Cryptascoma
- Cryptoderis
- Cryptospora
- Cryptosporium
- Cylindrosporella
- Cytodiplospora
- Cytophoma
- Cytospora
- Dendrophoma
- Diaporthopsis
- Diplodina
- Diploplenodomus
- Diplosclerophoma
- Discella
- Discosporium
- Disculina
- Ditopellina
- Durispora
- Endothia
- Endothiella
- Engizostoma
- Gloeosporidina
- Gloeosporidium
- Gloeosporina
- Harpostroma
- Hymenula
- Hypospilina
- Kapooria
- Kubinyia
- Laestadia
- Lamyella
- Leptosillia
- Leucocytospora
- Leucostoma
- Maculatipalma
- Malacostroma
- Mazzantiella
- Melanopelta
- Metadiplodia
- Paravalsa
- Petasodes
- Phaeoapiospora
- Phoma
- Phomopsioides
- Phomopsis
- Phruensis
- Placophomopsis
- Pleuroceras
- Pleuronaema
- Psecadia
- Pseudophomopsis
- Rhaphidospora
- Ribaldia
- Rossmania
- Rostrocoronophora
- Septomyxa
- Sillia
- Sirogloea
- Titaeosporina
- Tylodon
- Uniseta
- Valsa típusnem
- Valsella
- Winterella

Valsaceae nemzetségek, amelyek nincsenek meg a zipcodezoo.com-ban, de megvannak az angolwikiben:
- Apioporthella
- Diaporthella
- Discula

## Fordítás
- Ez a szócikk részben vagy egészben  a   Valsaceae című angol Wikipédia-szócikk ezen változatának fordításán alapul.  Az eredeti cikk szerkesztőit annak laptörténete sorolja fel. Ez a jelzés csupán a megfogalmazás eredetét és a szerzői jogokat jelzi, nem szolgál a cikkben szereplő információk forrásmegjelöléseként.